# Stelio Farandjis
Stelio Farandjis (Sartrouville, 16 de agosto de 1937) é um acadêmico francês. Ele escreveu uma tese sobre Condorcet. 
Em 1983 é novado por François Mitterand secretário-geral do Alto Conselho da Francofonia (1983-2001).
Stélio Farandjis é um dos arquitetos da ascensão da ideia francófona e do diálogo que se desenvolveu com outros grandes grupos lingüísticos: Arabofonia, Hispanofonia, Lusofonia. Ele criou em 1983, em sua reunião oficial com o Ministro da Cultura argelino M. Mezziane, o termo da “Arabofrancofonia” que designa "a situação que vai além da simples convivência e implica um diálogo entre as duas culturas": o mundo árabe e o mundo francófono".

## Caminho político
Foi secretário-geral adjunto da SNESUP (União Nacional de Educação Superior) de 1969 a 1975. 
Ele faz parte do grupo de especialistas da Convention des institutions républicaines (Convenção das Instituições Republicanas) - CIR, perto de François Mitterrand entre 1966 e 1971. Ele lida em particular com os arquivos : Imigrantes, formação profissional. Ele escreveu o capítulo Educação do programa "Changer la vie" em 1969.
Em 1967, fundou o "Démocratie et Université", Club (inicialmente próximo ao CIR e depois ao Partido Socialista), que reuniu estudantes e jovens acadêmicos, incluindo Jean-Paul Bachy, Maurice Benassayag, Gérard Collomb, Michel Berson . Gilles Catoire, Jean-Claude Colliard, Gérard Delfau, Jacques Guyard, Yvon Robert e Jean-Jacques Romero.

## Obras selecionadas
Iniciador da publicação anual État de la Francophonie dans le monde (Estado da Francofonia no mundo), Stelio Farandjis é também autor de vários livros e muitos textos, entre os quais:
- Educação Continuada e Socialismo (em colaboração com Jean-Paul Bachy, Gérard Delfau, Dominique Taddei, Comitê Permanente sobre Democracia e Universidade), Paris, Tema-Editions, 1973
- Francophonie fraternelle et civilisation universelle, La Garenne-Colombe, Ed. de l'Espace européen, 1991
- Francophonie et humanisme: débats et combats, éditions Tougui, Paris, 1993
- Philosophie de la Francophonie. Contribution au débat, L'Harmattan, 1999
- Jérusalem entre histoire et espoir, éditions ésope, Chamonix, 2012, (ISBN 290342062-9)
- (com André Gallego) Grandir ou périr. C'est pour l'humanité l'heure du choix, Toulouse, éditions de l'Ixcéa, 2015.
- Mémoires d'un Papou, Toulouse, Éditions de l'Ixcéa, 2017, (ISBN 978-2-84918-147-8).

## Distinções
- Oficial da Legião de Honra,
- Comandante da Ordem Nacional do Mérito
- Comandante da Ordem do Reino da Bélgica
- Oficial da Ordem de Honra ( Grécia )